# USS Benton (1861)

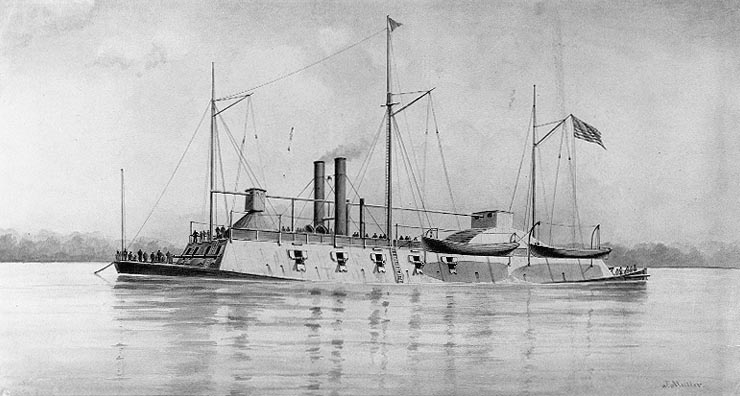
USS Benton

L’USS Benton (1861) est une canonnière fluviale nordiste de la Guerre de Sécession.

## Origine
Un snagboat du Mississippi, nommé Submarine n° 7 et appartenant à James B. Eads, propriétaire de chantiers navals à Saint-Louis (Missouri) est acheté début novembre 1861 par le gouvernement américain, pour un prix de 2 600 $. Il est demandé aux chantiers de Eads de le transformer en canonnière blindée.
Après un mois de travail, le nouveau bâtiment est lancé et nommé Benton, d'après le nom du sénateur Thomas Hart Benton. Il est admis au service actif le 24 février 1862, sous le commandement du Lieutenant J. Bishop. Le navire dépend alors de l'Armée de Terre.
Catamaran à l'origine, la transformation lui accorde un large pont de 20 pieds de large. Une étrave lui est rajoutée. Ses larges dimensions font qu'il sera choisi comme navire amiral pour l'escadre du Fleuve Mississippi.
En octobre 1862, l'USS Benton passe dans les effectifs de l’US Navy.

## Caractéristiques

### Dimensions
- Longueur : 202 pieds,
- Largeur : 72 pieds,
- Déplacement : 633 tonnes.
- Tirant d'eau : 9 pieds.

### Protection
L'USS Benton bénéficie d'une cuirasse de 3,5 pouces sur son avant et sur ses flancs, de 2,5 pouces sur son arrière et autour de sa roue à aubes.

### Armement
Son armement a varié au cours du temps.
- À l'origine.
  - 7 canons, lisses, de 32 livres,
  - 7 canons, rayés, de 42 livres,
  - 2 canons de 11 pouces.
- Première modification.

En août 1862, 3 des 42 livres sont remplacées par un 32 livres et deux 50 livres, rayés.
Un obusier de 12 livres est aussi installé sur le pont.
- Deuxième modification.

En janvier 1863, deux des 32 livres sont remplacés par deux canons lisses de 9 pouces.
- Troisième modification.

Fin 1863, ce sont deux des 32 livres et quatre des 42 livres qui cèdent la place à quatre canons lisses de 9 pouces et deux 100 livres, rayés.
Il est alors un des navires les plus puissamment armés du Mississippi.

## Combats
- Janvier-février 1862 : prise de Fort Henry et Fort Donelson ;
- Printemps 1862 : bataille de l'île n° 10 ;
- Mai-juin 1862 : bataille de Fort Pillow et prise de Memphis ;
- Siège de Vicksburg et combats contre le CSS Arkansas ;
- Avril 1863 : bataille de Grand Gulf ;
- Décembre 1862, opérations sur la Yazoo River ;
- Mars-mai 1864, campagne sur la Red River ;

Rayé des listes le  20 juillet 1865 à Mound City (Illinois), et vendu le 29 novembre 1865.